# Bhútán na Letních olympijských hrách 2020
Bhútán se zúčastnil Letních olympijských her 2020 a reprezentovali jej 4 sportovci ve 4 sportech (2 muži a 2 ženy). Na zahájení her byli jako vlajkonoši výpravy současně Karma a Sangay Tenzin. Země ani tentokrát na medailový zisk nedosáhla. Nejmladším účastníkem výpravy byl teprve sedmnáctiletý plavec Sangay Tenzin. 

## Seznam všech zúčastněných sportovců
| Jméno             | Pohlaví | Věk    | Sport             | Na olympics.com                                 |
| ----------------- | ------- | ------ | ----------------- | ----------------------------------------------- |
| Karma             | Žena    | 31 let | Lukostřelba       | Zde Archivováno 8. 8. 2021 na Wayback Machine.  |
| Lenchu Kunzangová | Žena    | 29 let | Sportovní střelba | Zde Archivováno 11. 8. 2021 na Wayback Machine. |
| Ngawang Namgyel   | Muž     | 22 let | Judo              | Zde Archivováno 25. 7. 2021 na Wayback Machine. |
| Sangay Tenzin     | Muž     | 17 let | Plavání           | Zde Archivováno 7. 8. 2021 na Wayback Machine.  |